# El despertar de los héroes
El despertar de los héroes (en inglés: The Great Hunt), llamada también La gran cacería en su nueva edición publicada por Ediciones Minotauro, es una novela de fantasía del autor estadounidense Robert Jordan, y el segundo libro de la serie La rueda del tiempo. Fue publicada por Tor Books y lanzada el 15 de noviembre de 1990. El despertar de los héroes consta de un prólogo y 50 capítulos. En castellano, la Editorial Planeta relanzó El despertar de los Héroes en dos libros separados, La Gran Cacería y La batalla de Falme.
La historia se enfoca en los jóvenes Rand al'Thor, Mat Cauthon y Perrin Aybara, que se unen a los soldados shienarianos en una misión para recuperar el Cuerno de Valere. Al mismo tiempo, Egwene al'Vere, Nynaeve al'Meara y Elayne Trakand van a la Torre Blanca de Tar Valon para convertirse en Aes Sedai. Finalmente, un ejército extranjero invade la costa occidental del continente conocido.

## Resumen de la trama

### Prólogo
Ba'alzamon preside una reunión clandestina. Además del renegado y otros amigos siniestros (los subordinados conocidos del Oscuro), la reunión incluye a dos Aes Sedai, una identificada más tarde como Liandrin.

### La cacería comienza
En Fal Dara, Shienar, después de los eventos en El ojo del mundo, los protagonistas son visitados por la Sede Amyrlin, Siuan Sanche, quien identifica a Rand al'Thor como el Dragón Renacido. La condición de Mat empeora a través de su apego psíquico a una daga infectada con el mal de Shadar Logoth. Lan Mandragoran instruye a Rand en la lucha de espada. El amigo siniestro Padan Fain es encarcelado, pero posteriormente es liberado por fuerzas Oscuras, robando el Cuerno de Valere y la daga infectada. Rand, Perrin Aybara y Mat acompañan a un grupo de shienarianos hacia el sur en su persecución, bajo el liderazgo de Lord Ingtar y guiados por un rastreador llamado Hurin. Nynaeve al'Meara y Egwene al'Vere acompañan a Moraine a Tar Valon para convertirse en Aes Sedai, allí se hacen amigas de Elayne Trakand y la clarividente Min. Nynaeve pasa la prueba para convertirse en Aceptada, un rango en la Torre Blanca por debajo de las Aes Sedai pero por encima de las novicias.
Rand, Loial y Hurin se ven separados del grupo de shienarianos y son transportados a un mundo paralelo similar a la suyo, pero desierto y distorsionado. Rand sospecha que activó un portal de piedras al canalizar inconscientemente saidin mientras dormía, aunque Egwene en sus sueños descubre que una mujer misteriosa (más tarde identificada como Lanfear) es la responsable. La lucha de Rand por aceptar su capacidad para canalizar el Poder Único es un elemento recurrente en la novela. Más tarde, con la ayuda de Selene (Lanfear disfrazada), vuelven a su propio mundo, por delante de los grupos de Fain e Ingtar. Hecho esto, recuperan el Cuerno y la daga. Sin poder explicar la desaparición de Rand, el grupo de Lord Ingtar persigue a Padan Fain con la ayuda de Perrin, quien usa la habilidad telepática para comunicarse con los lobos.
El grupo de Rand viaja a Cairhien, en donde Rand se encuentra con el juglar Thom Merrilin, a quien creía muerto en El ojo del mundo. Rand y Loial son atacados por trollocs (los soldados del Oscuro) y, durante su escape, destruyen la Casa del Gremio de los Iluminadores, una sociedad que conserva el conocimiento de los fuegos artificiales. El Cuerno y la daga se pierden nuevamente. Más tarde, la aprendiz de Thom, Dena, es asesinada por la relación de Thom con Rand.

### A Punta de Toman
Con la ayuda de Perrin, el grupo de Ingtar se reúne con Rand, y se enteran de que el cuerno ha sido llevado a la Punta de Toman, en la ciudad portuaria de Falme. Para ganar tiempo, Rand intenta guiarlos a través de un mundo paralelo; pero en cambio pierde tiempo. Mientras tanto, los invasores Seanchan y sus exóticas bestias han ocupado Falme. Geofram Bornhald, líder del celoso grupo religioso Hijos de la Luz, se está preparando para atacar a los Seanchan. En la Torre Blanca, Liandrin engaña a Egwene y Nynaeve, junto con Elayne y Min, para llevarlas a la Punta de Toman. Allí Min es capturada por los Seanchan y Egwene es sujetada por un a'dam: un dispositivo utilizado por los Seanchan para controlar a las canalizadoras del Poder Único. Nynaeve y Elayne escapan.
En Falme, Rand mata al Augusto Señor Turak de los Seanchan antes de escapar con el Cuerno y la daga. Ingtar se revela como un amigo siniestro, pero se redime a sí mismo cuando muere luchando por el grupo de Rand. Elayne y Nynaeve rescatan a Egwene de los Seanchan e intentan huir de la ciudad. En este momento los Capas Blancas también atacan, dejando a los jóvenes atrapados entre los Seanchan y los Capas Blancas; por lo cual Mat sopla el cuerno de Valere y resucita a los héroes muertos, incluido Artur Hawkwing, que vencen a los Seanchan y a los Capas Blancas por igual. A su vez, Rand vence a Ba'alzamon, pero queda malherido en un costado por el enfrentamiento, y al ser herido proyecta una imagen de su enfrentamiento a numerosas personas.